# Atherigona fenestralis
Atherigona fenestralis este o specie de muște din genul Atherigona, familia Muscidae, descrisă de Deeming în anul 1987.
Este endemică în Mauritius. Conform Catalogue of Life specia Atherigona fenestralis nu are subspecii cunoscute.